# Minsk (tỉnh)
Vùng Minsk hoặc tỉnh Minsk (tiếng Belarus: Мі́нская во́бласць, Minskaja voblasć [ˈmʲinskaja ˈvobɫasʲtsʲ]; tiếng Nga: Минская о́бласть, Minskaja oblastj) là một trong những tỉnh của Belarus. Trung tâm hành chính của nó đồng thời là thủ đô quốc gia, Minsk, mặc dù hai thực thể hành chính này là riêng biệt. Tính đến năm 2011, dân số của tỉnh là 1.411.500 người.

## Địa lý
Vùng này có diện tích 39.900 km²,, chiếm 19,44% diện tích Belarus. Phía bắc của vùng là Hồ Narach, là hồ lớn nhất đất nước. Một số hồ lớn khác nằm trong vùng Minsk là Svir (lớn thứ 8), Myadel (lớn thứ 11), Selyava (lớn thứ 14) and Myastro (lớn thứ 15). Mặc dù nó có ranh giới với tất tả các vùng khác, Minsk không có ranh giới với nước nào khác.

## Lịch sử
Từ đầu thế kỷ thứ 10, lãnh thổ của vùng Minsk hiện tại là một phần của Rus' Kiev; sau đó, trở thành một phần của Công quốc Polotsk và sau đó được Đại công quốc Lietuva tiếp nhận sau khi thành lập. Với sự thống nhất của Đại công quốc Lietuva và Vương quốc Ba Lan, lãnh thổ này trở thành một phần của Khối Liên bang Ba Lan và Lietuva.
Năm 1793, sau sự phân chia lãnh thổ Ba Lan lần thứ hai, vùng này đã bị Nga sáp nhập thành vùng Minsk. Dưới sự sụp đổ của Đế quốc Nga và cuộc nội chiến, phần phía tây đã bị sáp nhập vào Ba Lan vào năm 1921, trong khi phía đông trở thành Xô viết Byelorussia.
Minsk được thành lập vào ngày 15 tháng 1 năm 1938 dựa trên việc sửa đổi Luật Hiến pháp của Liên Xô. Tính đến ngày 20 tháng 2 năm 1938, khu vực này bao gồm 20 huyện. Sau cuộc xâm lược Ba Lan của Liên Xô vào ngày 17 tháng 9 năm 1939, vùng đất phía đông của Cộng hòa Ba Lan thứ hai trước đây đã bị sáp nhập theo Hiệp ước Molotov-Ribbentrop phân chia Ba Lan và thêm vào vùng Minsk.
Ngày 20 tháng 9 năm 1944, Nghị định của Đoàn Chủ tịch Xô viết tối cao của Liên Xô, các huyện Gressky, Kopyl, Krasnoslobodski, Luban, Slutsky, Starobin, Starodorozhski và thành phố Sluck đã được tách từ vùng Minsk để thành lập vùng Bobruisk mới. Vào ngày 8 tháng 1 năm 1954, theo sắc lệnh của Đoàn Chủ tịch Xô viết tối cao, các huyện Nesvizhski và Stolbtsovsky chia tách từ Baranovichi bị xóa bỏ, cũng như các huyện Glusk, Gressky, Kopyl, Krasnoslobodski và thành phố Sluck từ vùng Bobruisk bị xóa bỏ và được sáp nhập trở về vùng Minsk. Năm 1960, sau khi xóa bỏ vùng Molodechno, phần phía nam của vùng được sáp nhập và trở thành phần phía bắc của vùng Minsk.

## Phân khu hành chính
Vùng Minsk bao gồm 22 huyện (raions), 307 hội đồng nông thôn (selsovets), 22 thành phố cấp vùng và 8 thành phố cấp huyện, 20 đô thị định cư.
- Barysaw
- Byerazino
- Chervyen
- Dzyarzhynsk
- Kapyl
- Kletsk
- Krupki
- Lahoysk
- Lyuban
- Maladzyechna
- Minsk
- Myadzyel
- Nesvizh
- Pukhavichy
- Salihorsk
- Slutsk
- Smalyavichy
- Staryya Darohi
- Stowbtsy
- Uzda
- Valozhyn
- Vileyka

### Thành phố và thị trấn
- Minsk (tiếng Belarus: Мінск; tiếng Nga: Минск) - 1.901.700
- Barysaw (tiếng Belarus: Барысаў; tiếng Nga: Борисов) - 180.100
- Salihorsk (tiếng Belarus: Салігорск; tiếng Nga: Солигорск) - 102.335
- Maladzyechna (tiếng Belarus: Маладзечна; tiếng Nga: Молодечно) - 98.514
- Slutsk (tiếng Belarus: Слуцк; tiếng Nga: Слуцк) - 62.300
- Zhodzina (tiếng Belarus: Жодзiна; tiếng Nga: Жодино) - 61.800
- Vileyka (tiếng Belarus: Вілейка; tiếng Nga: Вилейка) - 30.000
- Dzyarzhynsk (tiếng Belarus: Дзяржынск; tiếng Nga: Дзержинск) - 24.600
- Maryina Horka (tiếng Belarus: Мар'іна Горка; tiếng Nga: Марьина Горка) - 23.400
- Stowbtsy (tiếng Belarus: Стоўбцы; tiếng Nga: Столбцы) - 16.900
- Nyasvizh (tiếng Belarus: Нясвіж; tiếng Nga: Несвиж) - 14.300
- Smalyavichy (tiếng Belarus: Смалявічы; tiếng Nga: Смолевичи) - 14.200
- Zaslawye (tiếng Belarus: Заслаўе; tiếng Nga: Заславль) - 13.500
- Fanipal (tiếng Belarus: Фаніпаль; tiếng Nga: Фаниполь) - 13.200
- Berazino (tiếng Belarus: Беразіно; tiếng Nga: Березино) - 13.100
- Lyuban (tiếng Belarus: Любань; tiếng Nga: Любань) - 11.800
- Staryya Darohi (tiếng Belarus: Старыя Дарогі; tiếng Nga: Старые Дороги) - 11.700
- Valozhyn (tiếng Belarus: Валожын; tiếng Nga: Воложин) - 11.400
- Lahoysk (tiếng Belarus: Лагойск; tiếng Nga: Логойск) - 11.000
- Kapyl (tiếng Belarus: Капыль; tiếng Nga: Копыль) - 10.700
- Kletsk (tiếng Belarus: Клецк; tiếng Nga: Клецк) - 10.600
- Chervyen' (tiếng Belarus: Чэрвень; tiếng Nga: Червень) - 10.500
- Uzda (tiếng Belarus: Узда; tiếng Nga: Узда) - 10.000
- Krupki (tiếng Belarus: Крупкі; tiếng Nga: Крупки) - 8.300
- Myadzyel (tiếng Belarus: Мядзел; tiếng Nga: Мядель) - 7.100